# Orłowa
Orłowa (dawniej też Orłów, cz. Orlová, niem. Orlau) – miasto położone w kraju morawsko-śląskim, w powiecie Karwina w Czechach, na Śląsku Cieszyńskim, ok. 10 km od granicy z Polską. Orłowa leży pośrodku Zagłębia Ostrawsko-Karwińskiego, ok. 10 km na wschód od centrum Ostrawy i 8 km na zachód od centrum Karwiny.

## Podział administracyjny
Orłowa podzielona jest na 29 obrębów ewidencyjnych składających się na 4 części i gminy katastralne.
Dzielnice: Lazy • Lutyně • Město • Poruba

## Historia
Orłowa została po raz pierwszy wzmiankowana w dyplomie papieża Grzegorza IX wystawionym 7 grudnia 1227 roku na Lateranie dla benedyktynów tynieckich jako Orlova. W 1229 papież ten wystawił kolejną bullę dla tynieckich benedyktynów zatwierdzający ich posiadłości w okolicy Orłowej, po raz kolejny wymieniając Orłową. Prawdopodobne jest, że już wówczas benedyktyni wybudowali tu kaplicę. Wieś politycznie znajdowała się wówczas w granicach piastowskiego (polskiego) księstwa opolsko-raciborskiego.
W 1268 mocą dokumentu wystawionego przez Władysława opolskiego ufundowany został w Orłowej klasztor benedyktynów.
W 1290 w wyniku trwającego od śmierci księcia Władysława opolskiego w 1281/1282 rozdrobnienia feudalnego tegoż księstwa powstało nowe księstwo cieszyńskie, w granicach którego znalazła się również Orłowa i większość jej dóbr. Od 1327 księstwo cieszyńskie stanowiło lenno Królestwa Czech, a od 1526 roku w wyniku objęcia tronu czeskiego przez Habsburgów wraz z regionem aż do 1918 roku w monarchii Habsburgów (potocznie Austrii).
W księdze łacińskiej Liber fundationis episcopatus Vratislaviensis (pol. Księga uposażeń biskupstwa wrocławskiego) spisanej za czasów biskupa Henryka z Wierzbna w latach 1295–1305 miejscowość wymieniona jest w zlatynizownej formie Orlavia.
W roku 1560 nastąpiła ostateczna sekularyzacja dóbr zakonnych. Wieś została zakupiona przez ród Cyganów ze Słupska koło Gliwic, a w 1619 przez rodzinę Bludowskich, która w 1765 roku wybudowała tu zamek (rozebrany na skutek szkód górniczych w latach 70. XX wieku). Po wymarciu rodu Bludowskich w 1838 roku Orłową przejęła rodzina Mattencloit, która w 1844 wydała pierwszą zgodę na wydobywanie węgla na terenie wsi. Do tej pory Orłowa była typową wsią rolniczo-rzemieślniczą, w ciągu następnego stulecia jej charakter miał się jednak definitywnie zmienić.
Po zniesieniu poddaństwa miejscowość stanowiła gminę na Śląsku Austriackim, w powiecie sądowym Frysztat, najpierw w powiecie cieszyńskim, potem w samodzielnym powiecie politycznym Frysztat. W 1850 roku na terenie dzisiejszej Orłowej funkcjonowało już 16 szybów kopalnianych, natomiast jeszcze szybszy rozwój zapewniło wsi znalezienie się na trasie Kolei Koszycko-Bogumińskiej w 1869 roku. Postępowała urbanizacja i w 1908 Orłowa otrzymała ograniczone prawa miejskie. W tym okresie nastąpiło również kulturowe i polityczne ożywienie narodów słowiańskich w Austro-Węgrzech a Orłowa stała się miejscem tarcia żywiołów czeskiego i polskiego. Tradycyjnie zamieszkała była przez polskojęzycznych Lachów posługujących się odmianą gwary cieszyńskiej, dodatkowo była celem imigracji drobnomieszczańskiej z Czech i znacznej imigracji robotniczej z Galicji. Liczba mieszkańców wzrosła z 2955 w 1880 do 8334 w 1910. W 1880 i 1900 większość stanowili mieszkańcy polskojęzyczni (kolejno 2287 albo 79,8% i 3 919 albo 60,3%), zaś w latach 1890 i 1910 czeskojęzyczni (2199, 65,8% w 1890 i 4799, 58,5% w 1910). W tym czasie mniejszość niemieckojęzyczna wzrosła z 4,7% w 1890 do 7,3% w 1910 (w tym większość z około 374 żydów, 4,5% mieszkańców). Pod względem wyznaniowym większość stanowili katolicy (w 1910 73,6%). Proboszczami dawniej przyklasztornej miejscowej parafii byli zawsze benedyktyni z Czech, którzy wyjątkowo dążyli do czechizacji swoich wiernych. Rozwój przemysłowy przeniósł się także na rozwój kulturalno-oświatowy, napędzany również narastającą pod koniec XIX wieku polsko-czeską rywalizacją. Środowiska polskie starały się otworzyć tu prywatną szkołę realną, czego rezygnacji domagali się działacze czescy. Jednocześnie w 1892 założyli oni staraniem fundacji SMOL własną szkołę, której prezes skomentował to Było dla nas jasne, że poprzez stratę Orłowej jest rozstrzygnięty los całego rewiru i tym samym Cieszyńskiego. Dlatego krok polski musiał być sparaliżowany, gdyby nawet miały być poniesione największe ofiary majątkowe. Polskie Gimnazjum realne otwarte zostało pomimo problemów finansowych wiosną 1909. Działało tu szereg zarówno czeskich jak i polskich towarzystw kulturalnych i sportowych. Wówczas niespełna dwutysięczna (ponad 20%) mniejszość ewangelicka skupiona była przy wybudowanym w 1861 kościele i powstałym przy nim zborze.
Po I wojnie światowej doszło do polsko-czechosłowackiego sporu granicznego o Śląsk Cieszyński. Orłowa była już wówczas być może najważniejszym ośrodkiem czeskiego ruchu narodowego w regionie i według porozumienia lokalnych organów władzy została podporządkowana czechosłowackiej administracji. Stanowiła przez następnych kilka miesięcy jakby wysunięty w stronę eksklawy Dziećmorowic klin, w sąsiedztwie polskich Poręby, Dąbrowy i Karwiny. Po arbitralnym podziale Śląska Cieszyńskiego w 1920 roku Orłowa znalazła się definitywnie w granicach Czechosłowacji. W 1922 roku otrzymała pełne prawa miejskie, jednak jej rozwój zostaje zatrzymany, głównie za sprawą wielkiego światowego kryzysu gospodarczego w latach 30. W 1938 jako część Zaolzia Orłowa zostaje przyłączona do Polski i wchodzi w skład powiatu frysztackiego. Po zakończeniu II wojny światowej Orłowa decyzją władz ZSRR została włączona do Czechosłowacji, jednak nadal pozostawała mało znaczącym ośrodkiem miejskim, w dodatku nieustannie dotykanym przez szkody górnicze. W 1946 do Orłowej przyłączone zostają Łazy i Poręba, a w 1960 Lutynia Górna (d. Polska) (jako Lutynia). W 1963 na terenie dzielnicy Lutynia rozpoczęto realizację projektu rozbudowy Orłowej jako miasta-sypialni dla Zagłębia Ostrawsko-Karwińskiego. Ten charakter miasto zachowało do dzisiaj. W architekturze Orłowej dominują typowe dla II połowy XX wieku w tej części Europy bloki mieszkalne, zaś jedynym ocalałym zabytkiem jest neogotycki kościół Najświętszej Marii Panny.

## Zabytki
- kaplica św. Jana Nepomucena

## Ludność
Całkowita populacja miejscowości (według spisu austriackiego) Orlau, Lazy, Poremba i Polnischleuten w 1869 liczyła 3875, w 1890 7806, w 1900 15820. Najszybciej populacja rosła w Orłowie i Łazach, które w 1910 miały kolejno 8334 i 7896 mieszkańców. Według austriackiego spisu ludności z 1910 wymienione wcześniej cztery gminy zamieszkiwało łącznie 21116 osób, z czego 20855 było zameldowanych na stałe, 10241 (49,1%) było polsko-, 9765 (46,8%) czesko- a 846 (4,1%) niemieckojęzycznymi, 16380 (77,6%) było katolikami, 4137 (19,6%) protestantami, 537 (2,5%) wyznawcami judaizmu a 62 (0,3%) było innej religii lub wyznania.
Po II wojnie światowej południowe dzielnice stopniowo opustoszały, za to wzrosła liczba ludności w tych położonych w północnej części: Porębie, ale głównie w Lutyni, gdzie wybudowano nowe osiedla z wielkiej płyty. Obecnie w Lutyni i Porębie żyje łącznie 32125 osób, co stanowi 92,1% populacji miasta na 54,8% jego powierzchni (1350,79 ha), ich średnia gęstość zaludnienia wynosi 2378,2 os./km². W Łazach i Mieście mieszkają łącznie 2745 osoby na 45,2% powierzchni całej gminy, a gęstość zaludnienia tych dwóch dzielnic wynosi 245,9 os./km².
Według czeskiego spisu ludności w 2001 roku miasto zamieszkiwało 34856 osób z czego 29848 (85,6%) narodowości czeskiej, 2148 (6,2%) słowackiej, 1215 (3,5%) polskiej, 491 (1,4%) morawskiej, 188 (0,5%) śląskiej, resztę stanowili Niemcy, Romowie, Ukraińcy i Wietnamczycy. Pod względem religii 9819 (28,2%) stanowiły osoby wierzące, w tym największą grupą wyznaniową byli katolicy – 7548 (76,9% wierzących).

## Folklor
W miejscowości dominuje folklor górniczy. Orłowski strój ludowy różni się od cieszyńskiego, kobiecy jest uproszczony, a mężczyźni często wkładali mundur górniczy.

## Sport
Swoją siedzibę miał tu polski klub piłkarski Piast Orłowa.

## Znani ludzie urodzeni w Orłowej
- Adolf Fierla – polski poeta i pisarz.
- Józef Berger – polski duchowny protestancki, działacz polityczny II RP.
- Emanuel Chobot – polski działacz lewicowy na Śląsku Cieszyńskim.
- Otokar Balcy – polski operator dźwięku w filmach animowanych.
- Antoni Gaweł – polski geolog, mineralog i petrograf.
- Eugene Balon – kanadyjski, polski i czeski zoolog i ichtiolog.
- Lech Wojciech Haydukiewicz – polski działacz narodowej demokracji

## Galeria

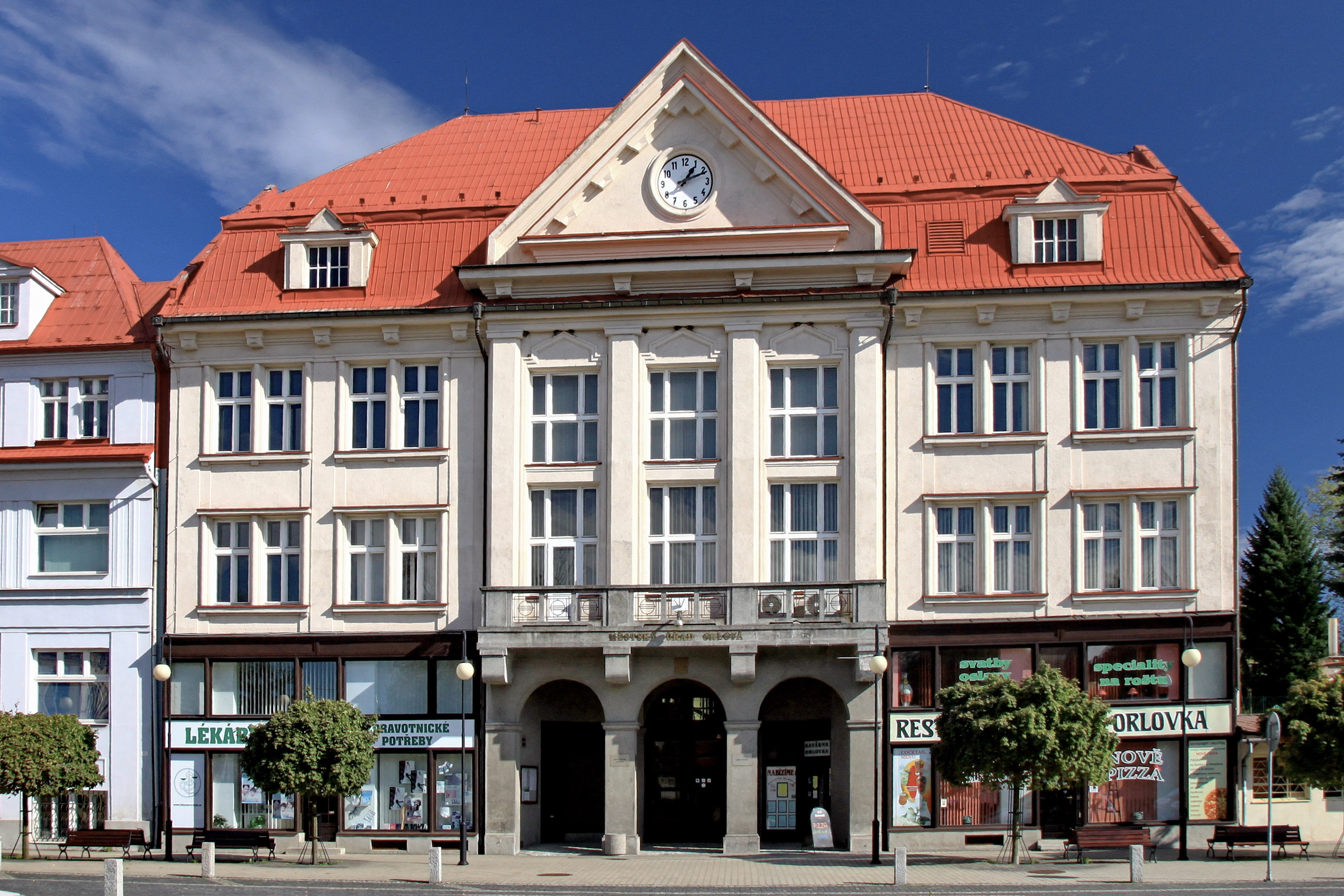
Ratusz
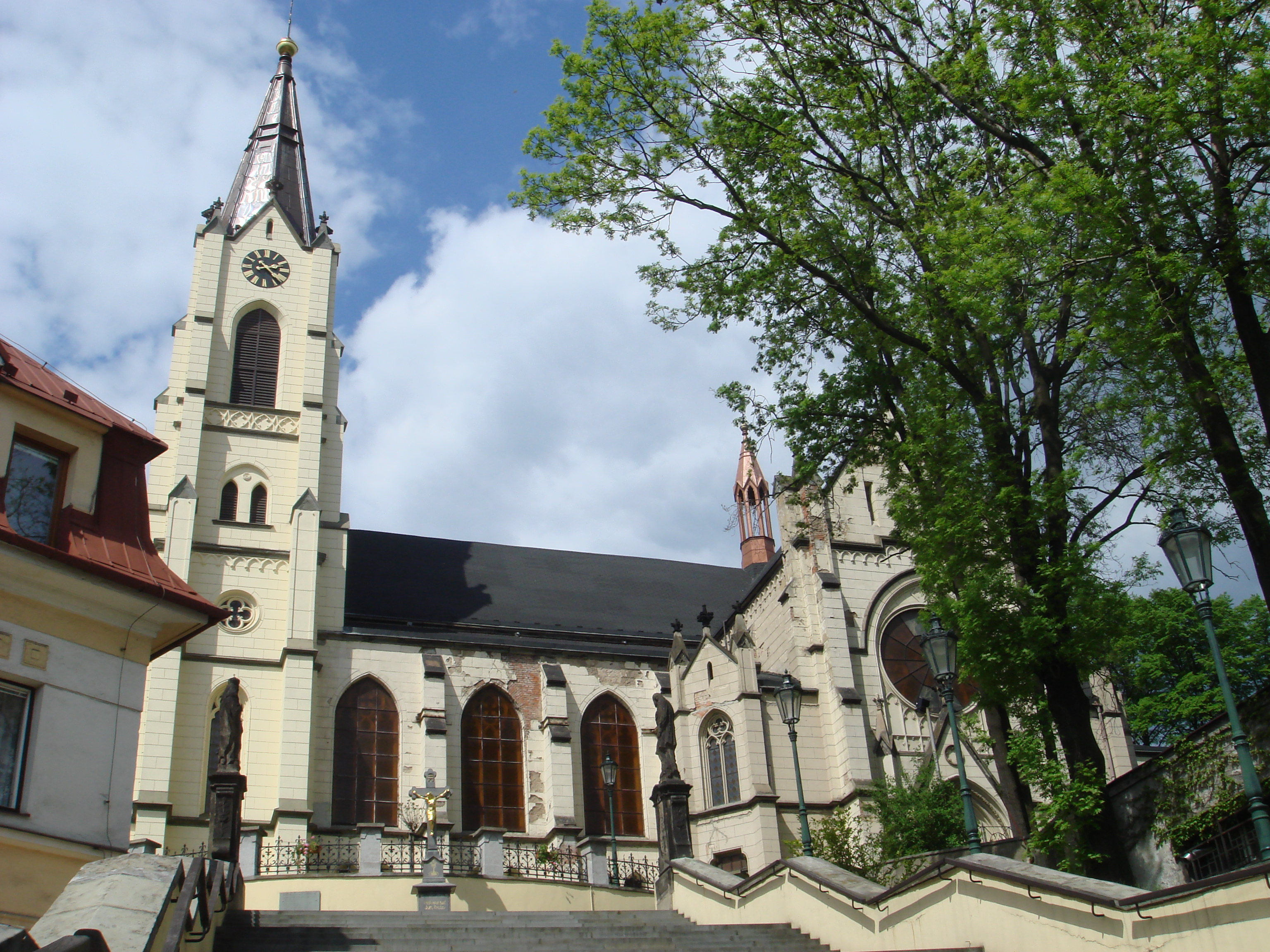
Kościół Najświętszej Marii Panny
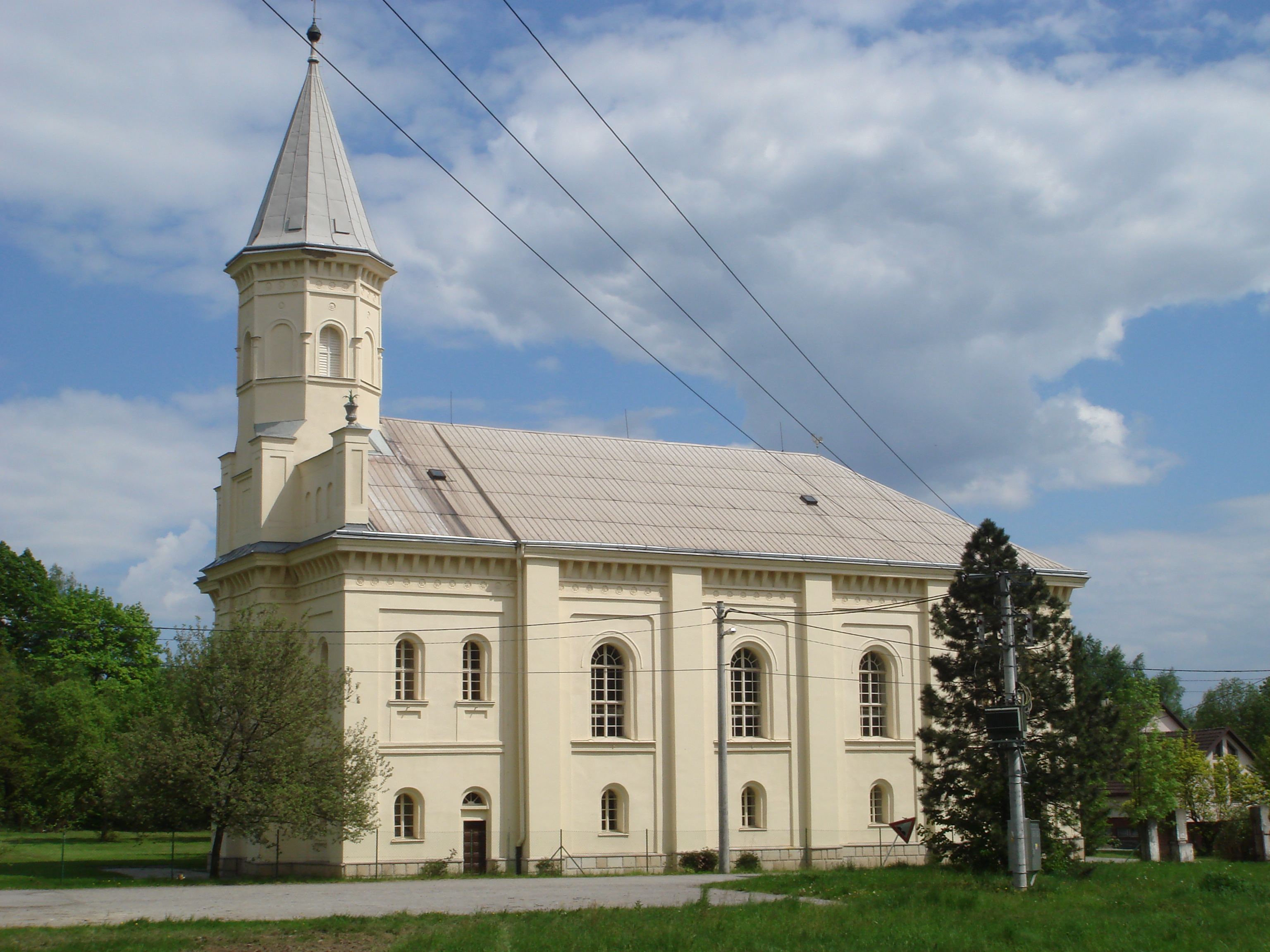
Kościół ewangelicki
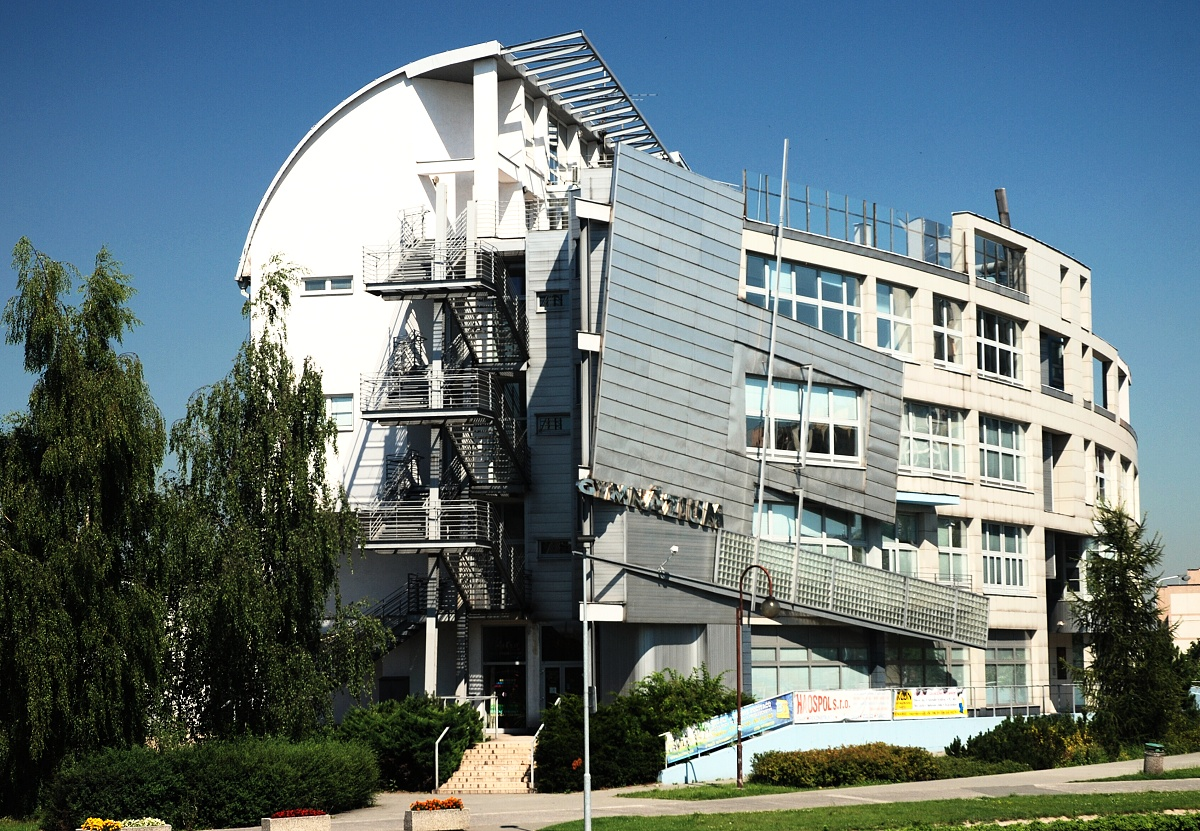
Budynek gimnazjum
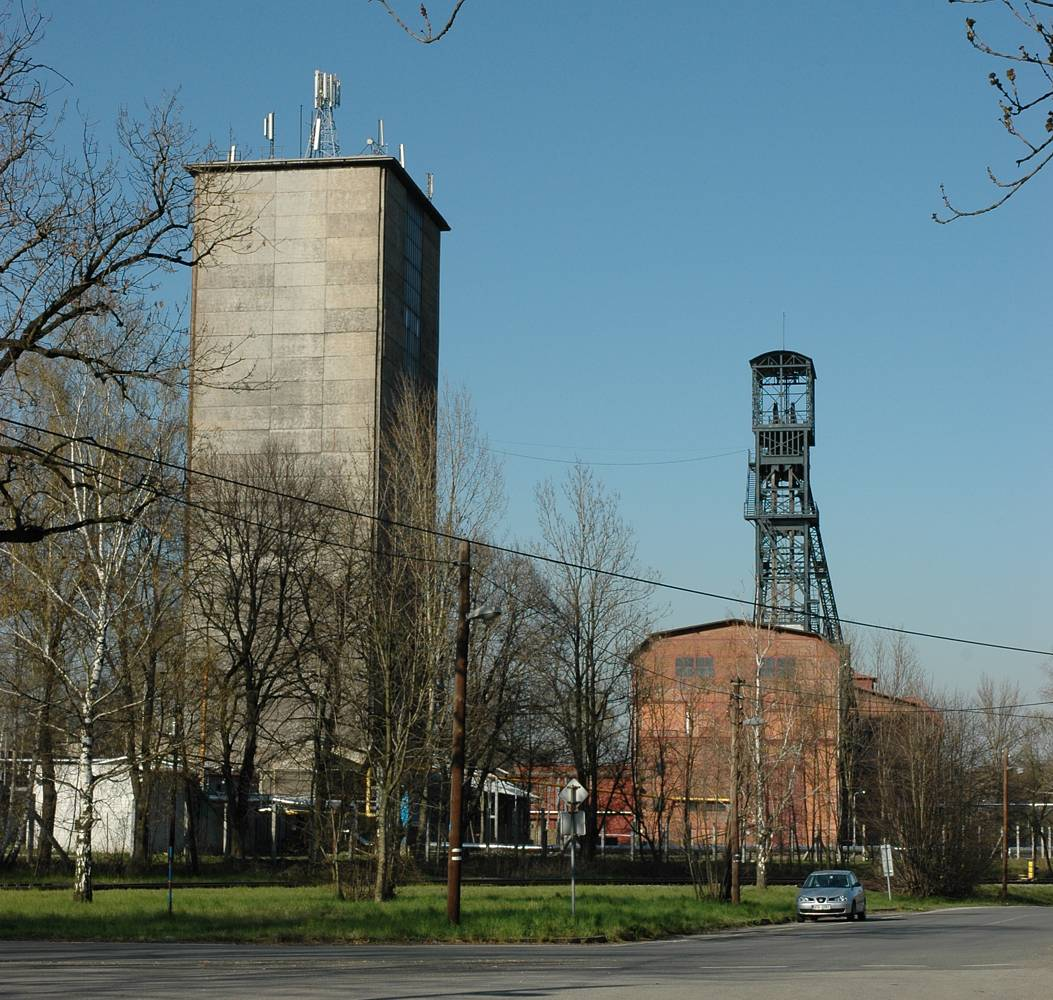
Szyb nieczynnej kopalni „Zofia"
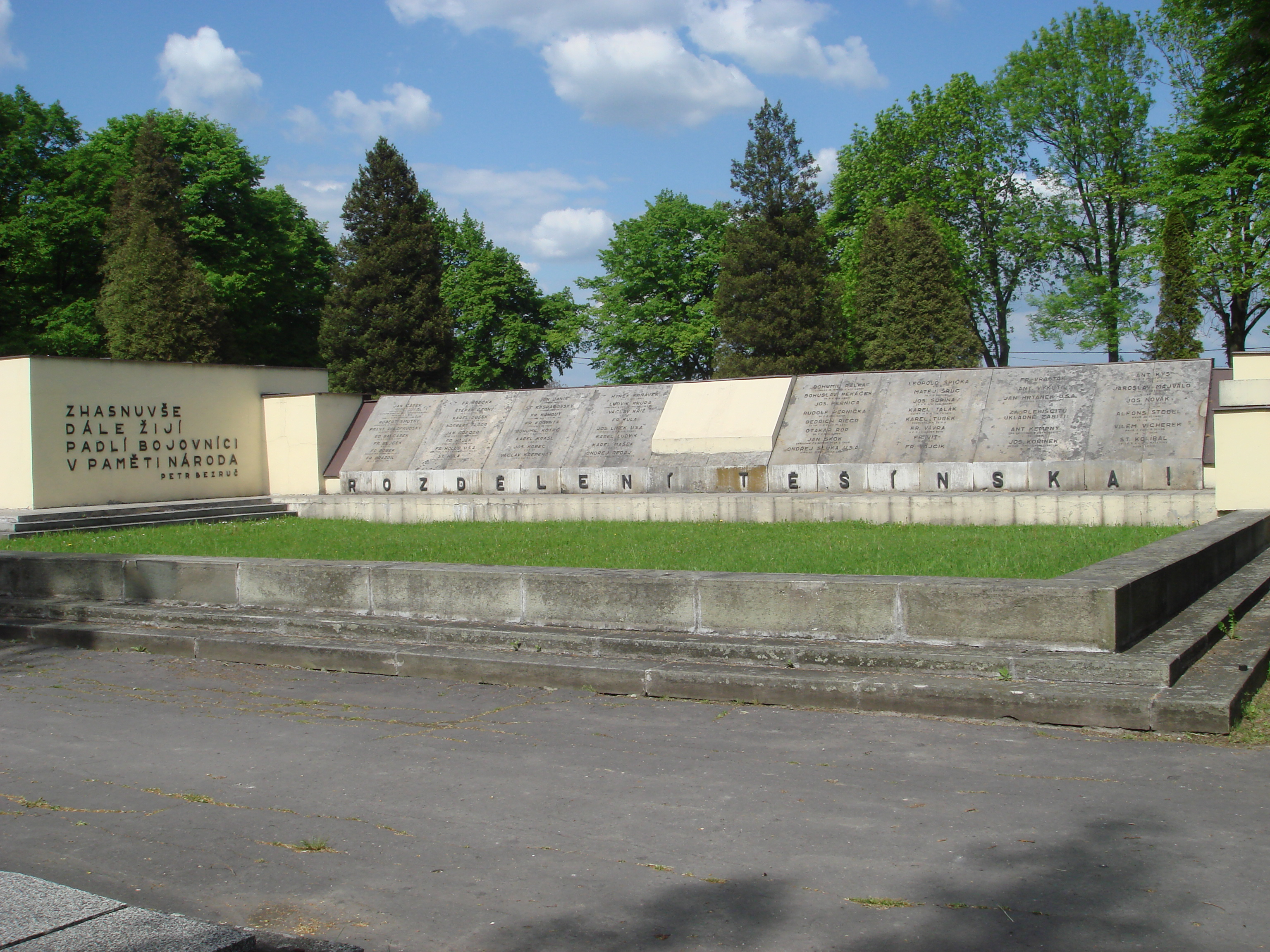
Pomnik Czechów i Słowaków poległych w czasie wojny polsko-czechosłowackiej w roku 1919

## Miasta partnerskie
- Czechowice-Dziedzice, Polska
- Illnau-Effretikon, Szwajcaria
- Rydułtowy, Polska